# 艾琳·郭
艾琳·郭（英語：Irene Kuo，1919年6月12日—1993年7月19日），本姓袁，美国华裔美食作家、餐馆经营者。她是20世纪60至70年代将中餐传播到美国及西方世界的重要推动者之一。著有《中餐烹饪之道》（The Key to Chinese Cooking）一书。

## 生平
艾琳·郭1919年出生于上海。她出身书香门第，曾祖父袁绩懋为道光二十七年一甲第二名进士、翰林院编修，伯父袁励准曾是清朝末代皇帝溥仪之师。她的祖母曾懿撰写过有关家庭料理的著作《中馈录》。其父袁勵宸为原中华民国财政部赋税司司长，母亲秦氏则是清末寿州知州秦霖之三女。她自幼便对烹饪有浓厚兴趣，向家中厨师学习制作各种精致菜肴。依靠家族的社会地位和经济实力，她得以广泛游历中国，尝遍了从北方肉食到佛教素食的各式中国美食。
此后艾琳·郭赴美国留学，就读于巴纳德学院。毕业后她曾回到中国，但不久就因战乱而返回美国。1943年，她在华盛顿特区结织了时任中华民国驻美国大使馆副武官郭琦之（Chi-Chih Kuo），两人于次年结婚。郭氏后来被派任驻意大利大使馆武官，她也陪同前往。
最终，郭氏夫妇定居纽约市，并先后开设了两家餐馆。1960年，他们在曼哈顿下西城格林尼治村创办了荔枝树餐厅（Lichee Tree），随后又于1966年在上西城林肯表演艺术中心附近创办了银杏树餐厅（Gingko Tree）。他们通过一系列餐厅宣传活动赢得了广泛关注，其中包括1962年在荔枝树餐厅为芭芭拉·斯特赖桑德举办的20岁生日宴会，以及邀请作曲家迪克·海曼指挥乐团庆祝农历新年等。20世纪60至70年代，她活跃于美国的广播、电视和报纸，曾参加约翰尼·卡森与琼·里弗斯的脱口秀节目，逐渐成为当时美国社会颇受瞩目的人物。此外，她还曾在纽约的华美协进社教授课程。
1971年，艾琳·郭向知名编辑朱迪丝·琼斯提议出版一本中餐烹饪书。她们花费五年多的时间打磨手稿，使其内容和结构更易于西方读者理解。1977年，《中餐烹饪之道》（The Key to Chinese Cooking）一书正式出版。该书取得了相当大的成功，多次再版，成为北美等地区中餐烹饪的标准参考书。崔宝兰、劳燕飞、扶霞·邓洛普、安妮·门德尔松、杨玉华等美食作家皆受其影响。
艾琳·郭后来卖掉了餐馆，移居加州格倫代爾，并淡出公众视野。1993年初，她被确诊为胰腺癌，并于同年7月去世，终年74岁。